# Chet Kammerer
Glen „Chet“ Kammerer (* 24. Juli 1942) ist ein US-amerikanischer Basketballtrainer.

## Leben
Kammerer gehörte als Basketballspieler bis 1960 zu Mannschaft der Leesburg High School von 1960 bis 1964 der Hochschulmannschaft des Grace College (Bundesstaat Indiana) an. Er erzielte in seinen vier Jahren am Grace College 2504 Punkte und setzte sich damit an die erste Stelle der ewigen Korbjägerliste der Hochschulmannschaft. In der Saison 1963/64 erzielte Kammerer 26,3 Punkte je Begegnung. Er wechselte anschließend unmittelbar ins Trainerfach und betreute die Mannschaft von 1965 bis 1975 als Cheftrainer. In dieser Zeit führte er die Grace-Basketballer zu 183 Siegen, 105 Spiele wurden verloren. Kammerer wechselte als Trainer ans Westmont College nach Kalifornien. Dort war er von 1975 bis 1992 als Cheftrainer tätig und verbuchte eine Bilanz von 359 Siegen sowie 156 Niederlagen. Im Spieljahr 1983/84 erreichte Westmont unter seiner Führung im Endturnier der NAIA die Runde der letzten vier Mannschaften.
Von 1992 bis 1994 gehörte Kammerer als Assistenztrainer zum Stab der Los Angeles Lakers in der NBA. Terry Schofield (damals Sportdirektor der SG Braunschweig) holte Kammerer im Vorfeld der Saison 1995/96 zu den Niedersachsen, die zuvor nach einem Lizenzkauf in die Basketball-Bundesliga zurückgekehrt waren. Kammerer war in Braunschweig ein Jahr als Cheftrainer tätig und führte die Mannschaft in einer teils dramatisch verlaufenden Saison zum Klassenerhalt. Die ursprünglich auf zwei Jahre ausgelegte Zusammenarbeit wurde von Braunschweigs Manager Richard Hartwig nach der Saison 1995/96 beendet, Kammerer kehrte in die Vereinigten Staaten zurück. Dort war er als Spielersichter für verschiedene NBA-Mannschaften (Milwaukee Bucks, Miami Heat, Philadelphia 76ers, Washington Wizards) beschäftigt. Ab 2002 zählte Kammerer bei den Miami Heat als stellvertretender Präsident für Spielerbelange zum festangestellten Stab und war insbesondere in die Beobachtung und Beurteilung von möglichen Draft-Anwärtern der NBA-Mannschaft eingebunden. Er blieb bis 2018 in diesem Amt und war ein enger Vertrauter von Trainer Erik Spoelstra. Abschließend blieb er bei Miami Heat beratend tätig. Sein Sohn Chad übernahm in Miami den Posten des Direktors der Spielersichtung.
Kammerer wurde in die Ruhmeshalle des Grace College und des Bundesstaates Indiana aufgenommen. Am Westmont College wurde das Basketballspielfeld nach ihm benannt.